# 许寒冰
许寒冰（1919年1月26日—2015年3月11日），福建永春人，原用名许芙蓉，马来西亚华侨子弟，中华人民共和国政府官员。

## 生平
父母在1919年由福建省永春县石鼓村移居马来西亚森美兰。许寒冰回到祖国参加抗战后改名为许寒冰。参加过抗日战争和第二次国共内战，同丈夫姬鹏飞共同在中华人民共和国外交战线工作40余年。历任前外交部干部司、领事司副司长等职务。